# Фонология малайского языка
Фоноло́гия мала́йского языка́ включает 18—24 согласные фонемы и 3—8 гласных. Число гласных фонем зависит от диалекта, превалирует система с 6 гласными; система согласных в диалектах очень похожа. Больше всего вариативность затрагивает /r/. Структура слога — CVC, с обязательным гласным, стечения согласных редки. Обычны многосложные слова. Тон отсутствует, вопрос наличия лексического ударения не решён. Интонация малоизучена.

## Общие сведения
Малайский язык принадлежит к малайской группе австронезийской языковой семьи. Общий предок малайских языков попал на Суматру и Малакку в период между 1500 и 500 годами до нашей эры.
Близкородственные варианты малайского языка имеют официальный статус в Малайзии, Сингапуре, Брунее и Индонезии (государственный идиом в последней именуется индонезийским языком). Все четыре литературных варианта происходят от говора Джохора, между ними сохраняется высокая степень взаимопонятности, хотя индонезийский отстоит от остальных трёх дальше за счёт большого количества нидерландских и яванских заимствований. Брунейский малайский занимает промежуточное положение, он несколько ближе к малайскому в лексике, но в фонологии и грамматике сильнее напоминает индонезийский.
Стандартизацией малайского языка занимаются Совет по языку и литературе Малайзии, Совет по языку и литературе Брунея, Совет по языку Брунея, Индонезии, Малайзии, однако последний фокусируется исключительно на лексике и орфографии.

## Согласные
Состав согласных во всех вариантах малайского включает 18 устойчивых фонем и 6 фонем разной степени маргинальности. Фонемы /f, v, z, ʃ, x/ встречаются только в заимствованиях.
|                      | Губные      | Зубные/ альвеолярные | Постальвеолярные/ палатальные | Велярные | Глоттальные |
| -------------------- | ----------- | -------------------- | ----------------------------- | -------- | ----------- |
| Взрывные и аффрикаты | /p/ /b/     | /t/ /d/              | /t͡ʃ/ ⟨c⟩ /d͡ʒ/ ⟨j⟩             | /k/ /g/  | (/ʔ/)       |
| Фрикативные          | (/f/) (/v/) | /s/ (/z/)            | (/ʃ/)                         | (/x/)    | /h/         |
| Носовые              | /m/         | /n/                  | /ɲ/ ⟨ny⟩ или ⟨n⟩              | /ŋ/ ⟨ng⟩ |             |
| Одноударные          |             | /r/                  |                               |          |             |
| Аппроксиманты        | /w/         |                      | /j/                           |          |             |
| Боковые              |             | /l/                  |                               |          |             |

В скобках приведены маргинальные фонемы.

### Взрывные согласные и аффрикаты
У многих носителей /t/ скорее зубной звук, а /d/ — скорее альвеолярный, в частности, такая ситуация обычна в Индонезии.
В конце слога /k/ обычно произносится как ʔ, за исключением заимствований, таких как bank («банк»), а фонемы /p/ и /t/ остаются неразомкнутыми. В начале слова у некоторых брунейских говорящих /p/, /t/ и /k/ получают придыхание, по-видимому под влиянием английского.
Фонемы /b/, /d/ и /g/ не встречаются в терминали слога в исконной лексике, а в заимствованиях они почти всегда реализуются как парные глухие согласные [p], [t] и [k]: jawab («отвечать», арабизм) произносится как [d͡ʒɐwɐp̚].
Фонетически /t͡ʃ/ и /d͡ʒ/ являются аффрикатами, хотя с фонологической точки зрения малайский язык скорее считает их взрывными согласными; в некоторых работах они указаны как взрывные. Реализация этих фонем может варьировать от ламино-альвеолярной до постальвеолярной, характерной для индонезийского варианта. В исконных словах эти фонемы не встречаются в конечной позиции, это бывает только в заимствованиях, таких как imej /imed͡ʒ/.

#### Гортанная смычка
У лингвистов нет консенсуса относительно статуса гортанной смычки: с одной стороны, [ʔ] — это обычный аллофон /k/ в конце слова, с другой — в заимствованиях в конце слова остаётся [k]. Кроме того, гортанная смычка встречается в начале морфем, начинающихся с гласного звука, из-за чего Теох (1994) постулирует, что в малайском инициаль обязательна в каждом слоге; а также на границе морфем с зиянием в арабизмах, после некоторых приставок и перед локативным суффиксом -i.
- angin [ʔɐŋin] («ветер»)
- saat [sɐʔɐt̚] («секунда», арабизм)
- di + anggap = dianggap /diaŋgap/ [diʔɐŋgɐp̚] («считаться»)
- men + kena + i = mengenai /meŋenai/ [məŋənɐʔi] («о, насчёт», формальный регистр)

### Носовые согласные
Все носовые фонемы могут начинать слог, в том числе /ŋ/: ngeri [ŋeri]. Палатализованная фонема /ɲ/ никогда не оканчивает слово, а слог она может заканчивать только в положении перед /t͡ʃ/ или /d͡ʒ/. В этом положении она записывается как ⟨n⟩, несмотря на чтение: ancam /aɲt͡ʃam/. Все остальные носовые фонемы могут находиться в конечном положении.

### Фрикативные согласные
Из фрикативных согласных в исконной лексике встречаются только /s/ и /h/, они могут находиться в любой части слога, хотя /h/ в конце слова часто опускается, особенно в частотных словах типа sudah. Остальные фрикативные фонемы — /f, v, z, ʃ, x/ — встречаются только в заимствованных словах, обычно — из арабского или английского.
- faham /faham/ («понимать»)
- zakat /zakat/ («закят»)
- syarat /ʃarat/ («условие»)
- khidmat /xidmat/ («служба, служение»)
- visa /visa/ («виза»)

Также некоторые лингвисты предлагают добавить в список маргинальных фонем /θ/ и /ð/, встречающиеся в арабизмах вроде hadith («хадис»), однако большинство произносит их как [s] и [d] соответственно, а произношение [θ] и [ð] ограниченно употребляется только при тщательном проговаривании арабских слов в религиозном контексте. Аналогичный статус имеет фонема /ʒ/, встречающаяся в арабизмах типа zohor (зухр).

### /r/
Реализация этой фонемы варьирует между диалектами сильнее остальных. Обычное произношение фонемы /r/ в Брунее и Малайзии — либо дрожащий [r], либо одноударный [ɾ], на Малакке в положении перед гласным или между гласными также часто можно услышать [ʀ]; в финальной позиции в слове на Малакке встречается реализация [ʀ], а на Сараваке — [ɣ].
Помимо вышеупомянутого выпадения /r/ в шва-малайских вариантах эта фонема также может выпадать в некоторых частотных словах с приставкой ber-: berjalan /berd͡ʒalan/ [bed͡ʒɐlɐn] («гулять»).

### Аппроксиманты
Фонема /l/ в исконной лексике никогда не веляризуется, в том числе перед велярными согласными. В заимствованиях из арабского встречается веляризованный [lˠ], особенно в словах, родственных слову Allah [alˠah] («Аллах»), в противовес исконному alah [alah] («имеющий аллергию»).
Фонемы /w/ и /j/ встречаются в любом положении в слоге, при этом в конечной позиции они могут находиться только после гласных, например, в словах pulau [pulaw] «остров» и pandai [pandaj] «умный», хотя орфографически они записываются как u и i, соответственно. Также в быстрой речи перед гласными /u/ и /i/ могут редуцироваться до /w/ и /j/.

### Классы согласных
При некоторых морфофонематических процессах малайские согласные делятся на классы по активному артикулятору (тогда как обычное деление согласных идёт по пассивному артикулятору). Это важно, например, при чередовании согласных: последняя фонема приставки /məN/ ассимилируется по месту артикуляции в соответствии с местом следующего согласного:
- /məN/ + /buat/ = /məmbuat/
- /məN/ + /darat/ = /məndarat/
- /məN/ + /gali/ = /məŋgali/

При этом в сочетании с /s/ вместо ожидаемого /n/ оказывается /ɲ/:
- /məN/ + /sewa/ = /məɲewa/
/s/ удаляется другим правилом

## Гласные
|         | Передние | Средние | Задние |
| ------- | -------- | ------- | ------ |
| Верхние | /i/      |         | /u/    |
| Средние | /e/      | /ə/     | /o/    |
| Нижние  |          | /a/     |        |

### Монофтонги
Качество /a/ вызывает разногласия: некоторые лингвисты предполагают, что это гласный переднего ряда нижнего подъёма, [a], но большинство сходятся на том, что это гласный среднего ряда, [ɐ]. В а-малайских диалектах в конце слова /a/ нередко реализуется как гласный средненижнего подъёма, приближающийся по качеству к [ə].
/ə/ никогда не появляется в конце слова в закрытых слогах, а в открытых бывает только в шва-малайских диалектах, как результат подъёма /-a/. В остальных позициях в слове он часто редуцируется вплоть до полного исчезновения, особенно в первом слоге, за которым следуют /r/, /l/, /n/ или /s/:
- /bəras/ [brɐs] «рис»
- /bəlah/ [blɐh] «разрезать»

Но не только; это явление встречается также в некоторых частотных словах, не попадающих под это условие:
- /səkaraŋ/ [skɐrɐŋ] «сейчас»
- /sətud͡ʒu/ [stud͡ʒu] «соглашаться»

Полноценный контраст /i/ — /e/ и /u/ — /o/ встречается только в предпоследних слогах, в последнем слоге у гласных верхнего подъёма нередко встречается реализация со средним подъёмом, поэтому в этой позиции гласный может быть сложно определить:
- /adik/ [adiʔ] или [adeʔ] «младший сиблинг»

Это особенно типично для говоров Малакки, и даже было отражено в орфографии, использовавшейся до 1975 года: там слово adik записывалось как adek, Gadung (район Брунея Гадун) — как Gadong, и так далее.
Фонемы /e/ и /ə/ орфографически отображаются одинаково: e, из-за чего в малайском есть несколько слов-омографов, которые при этом не являются омофонами: «кустистый», /rendaŋ/, и «ренданг», /rəndaŋ/ оба пишутся rendang.

### Дифтонги
Вопрос наличия в малайском дифтонгов и их количества окончательно не решён: одни лингвисты считают, что их три ([ai], [au] и [oi]), другие — что эти последовательности фонематически представляют собой /aj/, /aw/ и /oj/, так как встречаются только в конце слога, а последовательности типа /bait/ реализуются в два слога.

## Просодия
Подавляющее большинство (более 90 %) исконных корней имеют два слога, однако богатая морфология малайского приводит к появлению слов с пятью и более слогами. Структура исконных слогов — (C)V(C), первый согласный может быть любым, хотя некоторые (/w/, /j/) встречаются в этом положении очень редко:
- wangi /waŋi/ «благоухающий»

Закрывать слог может любой согласный, кроме звонких взрывных (/b/, /d/, /g/) а также ламинальных (/t͡ʃ/, /d͡ʒ/ и /ɲ/). Нефинальные слоги в исконных словах обычно закрывает либо носовой согласный, либо /r/. Носовые согласные на стыке слогов ассимилируются с последующим шумным согласным по месту образования, однако сочетание /ɲ/ + /s/ не запрещено; /r/ может стоять перед любым согласным, кроме /h/, /w/ и /j/.
В исконных словах в конце морфемы может стоять любой гласный, кроме /ə/, а в оканчивающих слово слогах может находиться только /a/, /u/ или /i/.
В малайском присутствует гармония гласных: гласные /i/, /u/, /e/ и /o/ должны иметь одинаковый подъём в пределах морфемы.
Стечения согласных допустимы только в середине слова или в результате выпадения шва в первом слоге; основной источник стечений согласных в исконных словах — сочетание корней, кончающихся на согласный, с суффиксом -kan.
Удвоенные согласные в малайском редки; в исконной лексике удваивается только один согласный, /k/: это происходит при присоединении корня, кончающегося на -k, к суффиксу -kan. В паттанском и близкородственном ему келантанском диалектах встречается удвоение первого гласного: /d:apo/ («в кухне»), ср. с /dapo/ («кухня»); первый согласный первого слова произносится значительно дольше, чем первый согласный второго. Теох предлагает для этого феномена следующий анализ: удвоенные инициали в этих диалектах появились из-за исчезновения шва и ассимиляции /m/ в глагольной приставке /məN/:
- паттанский: /b:əsa/
- брунейский: /mənbəsar/

Наличие и характер лексического ударения в малайском также вызывает споры: согласно одной точке зрения, слова с /ə/ в предпоследнем слоге имеют ударение на последнем слоге, все остальные — на предпоследнем; согласно другой, в малайском вовсе нет лексического ударения, а предыдущее заключение основано на записях носителей, читающих слова в изоляции друг от друга; третья точка зрения заключается в том, что ударение в малайском может стоять почти где угодно. Акустический анализ показывает, что предпоследний слог не отличается от других долготой, однако на предпоследнем слоге фразы часто понижается интонация, что, по-видимому, и принимают за ударение.
Интонация малайского плохо изучена, известно лишь, что повышение тона в конце фразы интерпретируется как неоконченное высказывание, а понижение — как оконченное.

## Диалекты

### А- и шва-малайский
Основное фонологическое деление вариантов малайского условно именуются «а-малайский» и «шва-малайский»: в а-малайских идиомах фонема /a/ в конце слова произносится как [a], а в шва-малайских помимо редукции /a/ в [ə] исчезает оканчивающая слово фонема /r/. 
|                 | «А-малайский» | «Шва-малайский» |
| --------------- | ------------- | --------------- |
| bila («когда»)  | [bila]        | [bilə]          |
| pasar («рынок») | [pasar]       | [pasa]          |

А-малайские варианты распространены в Брунее, в Малайзии в штатах Саравак и Сабах на востоке страны и в штатах Кедах, Перлис и Пинанг, а также в Индонезии. На малаккских территориях Малайзии и а Сингапуре преимущественно говорят на шва-малайских идиомах.

### Келантанский диалект
Келантанский диалект малайского языка имеет тот же инвентарь согласных, что и малаккский диалект, но в нём на две гласные фонемы больше (/ɛ/ и /ɔ/), а гласные заднего ряда не огублены. Дифтонги [ai] и [au] монофтонгизированы в [ɛ] и [a] соответственно. /r/ реализуется как [ɣ] в нефинальной позиции (в финальной позиции /r/ редуцируется).
В целом келантанский относится к а-малайским диалектам, но в одном из регионов распространения этого диалекта используется шва-вариант.
В конце слова /l/ редуцируется, /s/ дебуккализуется в /h/. Все носовые фонемы в конечной позиции в слове реализуются как [ŋ], однако этот звук редуцируется после гласных нижнего подъёма, а гласный подвергается назализации:
- ayam /ajam/ [ajɛ̃] («курица»)

Также в середине некоторых слов стечения из носового и шумного согласного упрощаются:
- /səmbajaŋ/ → [səmajɛ̃]

### Брунейский диалект
Брунейский малайский отличается от малайзийского не только фонологически, но также грамматически и лексически.
Система согласных в целом схожа с остальными диалектами. Начальный /h/ в слове опускается, отсюда произношение orang utan вместо orang hutan («орангутан»); /r/ реализуется как дрожащий или одноударный. Система гласных содержит всего три фонемы: /i/, /u/ и /a/.

### Кедаянский диалект
Кедаянский диалект в целом напоминает брунейский, у них около 88 % общего лексикона и одинаковая система согласных и гласных, однако имеются и различия. В отличие от брунейского, в кедаянском /h/ может начинать слово; слова, кончающиеся фонемой /r/, получают вместо неё долгий гласный:
- /bibir/ [bibi:]

### Комментарии
1. ↑  N — носовой согласный неопределённого места артикуляции
2. ↑  Некоторые лингвисты предполагают, что инициаль в малайском обязательна, анализируя неприкрытые слоги как начинающиеся с гортанной смычки

### Сноски
1. 1 2 3  Deterding, 2022, p. 1.
2. ↑  Deterding, 2022, p. 1, 3.
3. 1 2 3 4  Deterding, 2022, p. 3.
4. ↑  Deterding, 2022, p. 2.
5. ↑  Deterding, 2022, p. 4.
6. ↑  Deterding, 2022, p. 4—5.
7. 1 2 3 4 5 6  Deterding, 2022, p. 5.
8. ↑  Deterding, 2022, p. 5—6.
9. 1 2 3 4  Deterding, 2022, p. 6.
10. ↑  Deterding, 2022, p. 6—7.
11. ↑  Deterding, 2022, p. 4, 6.
12. 1 2 3 4  Deterding, 2022, p. 7.
13. ↑  Deterding, 2022, p. 51.
14. 1 2 3 4 5  Deterding, 2022, p. 8.
15. 1 2  Deterding, 2022, p. 9.
16. 1 2  Deterding, 2022, p. 10.
17. 1 2 3 4 5  Deterding, 2022, p. 11.
18. ↑  Deterding, 2022, p. 11—12.
19. ↑  Deterding, 2022, p. 12.
20. 1 2 3 4 5  Deterding, 2022, p. 13.
21. 1 2 3  Deterding, 2022, p. 14.
22. 1 2 3  Deterding, 2022, p. 15.
23. 1 2  Deterding, 2022, p. 16.
24. ↑  Deterding, 2022, p. 17—18.
25. 1 2 3 4 5  Deterding, 2022, p. 20.
26. 1 2 3 4  Deterding, 2022, p. 21.
27. ↑  Deterding, 2022, p. 23.
28. ↑  Deterding, 2022, p. 24.